# Фрей Ігор Станіславович
Фрей (Бондаренко) Ігор Станіславович (Igor Frei), (нар. 29 січня 1962 року в м. Біла Церква Київської обл. УРСР, СРСР)  — член Національної спілки театральних діячів України, фінський актор театру і кіно українського походження, диктор, телеведучий, театральний педагог. Організатор і головний режисер театру мініатюр «Експеримент» (Україна). Директор Міжнародного дитячого центру культури «SuperKids» (Фінляндія). Засновник, художній керівник і головний режисер Українського народного театру Фінляндії.  

## Біографічні відомості
Народився в родині службовців. Батько  — Бондаренко Станіслав Васильович (1937—2010), мати  — Бондаренко Людмила Іванівна (1942 р.н.) Навчався у білоцерківській школі № 5. Паралельно з навчанням у середній школі здобув музичну і хореографічну освіту. Мав друге місце в республіканському конкурсі спортивних бальних танців  — латиноамериканська програма, у віковій групі Молодь 1, клас В.
Вперше на сцену вийшов у восьмирічному віці у виставі «Зоряне сяйво» театру ім. П. К. Саксаганського

## Навчання та трудова діяльність
У 1979 році вступив на акторсько - режисерський факультет Київського національного університету театру, кіно і телебачення імені І. К. Карпенка-Карого (майстерня народного артиста України Анатолія Скибенка). Після смерті А.Скибенка у 1980 році курс взяла народна артистка України Ірина Молостова і успішно його випустила у 1983 році. У 2013 році в Міністерстві освіти Фінляндії Ігор Фрей підтвердив ступінь магістра акторської майстерності та режисури театру та отриманням вищого ступеню університетської освіти.  (Ylempään korkeakoulututkintoon, 175/108 laki 531/1986)
Проходив військову строкову службу у Прикордонних військах України.
- Працював диктором Українського радіо та телебачення,1983 —1984 р.р.
- Один з організаторів радіостанції Радіонет, був програмним директором радіо і першим ведучим. Радіостанція успішно працює дотепер.
- Ведучий урядових концертів у «Палаці Україна» та різноманітних фестивалів, концертних програм, театралізованих вистав з режисером Б. Г. Шарварком.
- Художній керівник Білоцерківського Палацу «Сільмаш» 1984 —1989 р.р.
- Керував українськими гуртками та курсами по вивченню та розвитку української мови та культурної спадщини народів України у Польщі (м. Лодзь), Німеччині (м. Золтау), Україні (м. Київ, м. Біла Церква), Фінляндії (м. Гельсінки, м. Еспоо) 1984 — дотепер.
- Директор Міжнародного дитячого центру культури «SuperKids» (Фінляндія, м. Еспоо) 2010 — дотепер.
- Художній керівник та головний режисер Першого українського дитячого театру Фінляндії «Маски» (Фінляндія, м. Еспоо) 2010 — дотепер.
- Художній керівник та головний режисер Українського театру Фінляндії (Фінляндія, м. Гельсінки) 2014 — дотепер.
- Художній керівник Українського народного хору Фінляндії «Калина» (Фінляндія, м. Гельсінки) 2015 — дотепер.

## Нагороди та премії
- Вірча грамота "Посол культурної дипломатії" та Mandate of Cultural Diplomat (2023 р.)
- Кавалер ордену «Золота зірка культурної дипломатії» (2023 р.)
- Нагороджений медалю «За збереження національних традицій» (2021 р.)
- Нагороджений медалю «За служіння мистецтву» (2019 р.)
- Лауреат XII-го та XIII-го Міжнародних фестивалів мистецтв «Україна єднає світ»  (перша премія за режисуру вистав «За двома зайцями»  та «Зона» Українського народного театру Фінляндії), Київ, Україна, 2022 та 2023 роки.
- Лауреат II Міжнародного театрального інтернет-конкурсу TEATR.NET у Київі, Україна, 2021 р. (1-шє місце у режисерському конкурсі за постановку вистави «За двома зайцями»
- Лауреат I Міжнародного театрального інтернет-конкурсу TEATR.NET у Київі, Україна, 2020 р. (3-тє місце у режисерському конкурсі за постановку вистави «Зона» за п'єсою Павла Ар'є Українського народного театру Фінляндії).
- Лауреат VI Міжнародного фестивалю українського театру у Кракові, Польща, 2019 р (спеціальний приз за режисуру, сценографію та музичне оформлення вистави «Зона» за п'єсою Павла Ар'є Українського народного театру Фінляндії).
- Лауреат премії «Золотий голос Скандинавії» (гран-прі у номінації «диктор регіонального радіо», Норвегія, 2003 р).

## Акторські роботи у виставах (Україна)

Ігор Фрей на репетиції Українського народного театру Фінляндії.

| Автор            | назва               | режисер            |
| ---------------- | ------------------- | ------------------ |
| П.Бомарше        | «Одруження Фігаро»  | Б.Ерін, О.Негреску |
| М.Гоголь         | «Мертві душі»       | О. Ціановський     |
| I.Кочерга        | «Свіччине весілля»  | I. Молостова       |
| О.Вампілов       | «Старший син»       | О.Негреску         |
| В.Шекспір        | «Ромео і Джульєтта» | О.Мірцев           |
| І.Карпенко-Карий | «Сто тисяч»         | Р.Храпливий        |

## Акторські роботи у виставах (Фінляндія)

Ігор Фрей у виставі «Щоденники Майдану», 2014

| Автор       | назва                                   | режисер     |
| ----------- | --------------------------------------- | ----------- |
| К.Лерон     | «Маленькі історії з французького життя» | Ж.Бошан     |
| О.Толстой   | «Пригоди Буратіно»                      | I.Кобичева  |
| I.Фрей      | «Подорож по казках»                     | I.Кобичева  |
| Ф.Сінатра   | «Мій шлях»                              | I.Фрей      |
| Н.Ворожбит  | «Щоденники Майдану»                     | В.Древицкий |
| Ю.Зуб       | «На бережечку самоти»                   | I.Фрей      |
| Н. Ворожбит | «Сашко, винеси сміття»                  | В.Древицкий |
| М.Смілянець | «Б'ютифул лайф»                         | І.Фрей      |

## Фільми (Україна)
| рік  | назва                              | режисер      |
| ---- | ---------------------------------- | ------------ |
| 1980 | «Мільйони Ферфакса»                | М.Ільїнський |
| 1980 | «Чорна курка, або Підземні жителі» | В.Гресь      |
| 1980 | «Овід»                             | М.Мащенко    |
| 1981 | «Мужність»                         | Б.Савченко   |
| 1983 | «Легенда про княгиню Ольгу»        | Ю.Іллєнко    |
| 1985 | «Напередодні»                      | М.Мащенко    |
| 1985 | «Ми звинувачуємо»                  | Т.Левчук     |
| 1992 | «Вінчання зі смертю»               | М.Мащенко    |

## Фільми (Фінляндія)
| рік  | назва                     | режисер               |
| ---- | ------------------------- | --------------------- |
| 2007 | «Вимірювання землі»       | Й. П.Сілья            |
| 2011 | «Вілла Хелена»            | Е.Коскимиес та А.Гроф |
| 2011 | «Людина, схожа на вбивцю» | Л.Нурксе              |
| 2016 | «Президент»               | Л.Нурксе              |
| 2020 | «Тіні»                    | А. Й. Анніла          |
| 2023 | «Заборонені танці»        | С.Паломякі            |
| 2024 | «Калита»                  | A.Коцяк, Л.Лопатін    |

## Режисерські роботи
- Ф.Сінатра «Мій шлях». 2014
- Ю.Зуб «На бережечку самоти. Спогади про В.Стуса». 2015
- М.Старицький «За двома зайцями». 2016
- М.Орлова «Неймовірні витівки нечистої сили». 2016
- Жерар Буржоа, Темистокле Попа, Юрій Энтін. Дитячий мюзикл «Вовк і семеро козенят та на новий лад». Постановка в Українському дитячому театрі Фінляндії «Маски». 2017
- Н.Ворожбит «Зерносховище». 2017
- «Зона». За п'єсою П.Ар'є На початку і наприкінці часів. 2017
- О.Толстой, І.Фрей «Хлопчик без золотого ключика». Постановка в Українському дитячому театрі Фінляндії «Маски». 2018
- В.Гюго «Горбун з Нотр-Дама» (Собор Паризької Богоматері). 2018
- М.Камолетті, І.Фрей «Приборкання норовливих». 2019
- Й.Кайде «Дорослим вхід заборонено». Постановка в Українському дитячому театрі Фінляндії «Маски». 2019
- А.Котляр «Жіноче щастя». 2020
- М.Камолетті, І.Фрей «Paris - France -Transit». За п'єсою М.Камолетті «Боїнг-Боїнг». 2021
- «Пізня зустріч». За п'єсою М.Смілянець «Б'ютіфул лайф». 2022
- Ю.Васюк «Лисиця - вегетаріанка». Постановка в Українському дитячому театрі Фінляндії «Маски». 2023
- Н.Неждана «Той, що відкриває двері». 2023
- Ю.Васюк «Собака». 2023
- Д. Нігро «Горгони». 2023
- Р.Тома «Кохані злодійки». 2024
- І.Феофанова «Мама, тато, Айда». 2024
- І.С.Нечуй-Левицький «Кайдашева сім'я». Вистава присвячена 10-ти річчю Українського театру Фінляндії. Прем'єра запланована на кінець 2024 року.

## Сім'я
Одружений, має 2 доньок. У 1986 році, після одруження, взяв прізвище дружини. Дружина  — Наталі Фрей, німкеня за походженням, піаністка, викладач по класу фортепіано. Доньки: Дарина, 1987 р.н. та Анастасія, 1993 р.н. Брат  — Бондаренко Віталій Станіславович, 1969 р.н.